# Honkasaaret (ö i Södra Savolax, Pieksämäki)
Honkasaaret är en halvö i Finland. Den ligger i sjön Haukivesi och i kommunen Jorois i den ekonomiska regionen  Pieksämäki ekonomiska region  och landskapet Södra Savolax, i den södra delen av landet, 280 km nordost om huvudstaden Helsingfors. Notera att namnet antyder att det är fråga om flera öar.